# イスラム革命防衛隊における陸軍
イスラム革命防衛隊における陸軍（イスラムかくめいぼうえいたいにおけるりくぐん、ペルシア語: نیروی زمینی سپاه پاسداران انقلاب اسلامی、通称:NEZSA、ペルシア語: نزسا）は、イラン・イスラム共和国の準軍事組織であるイスラム革命防衛隊を構成する5つの軍種の一つであり、 従来の軍事的役割に加えて、革命防衛隊の地上部隊は正規軍よりも国内混乱に重点をおいていると見られている。

## 歴史
イスラム革命防衛隊陸軍は1985年9月17日に初代最高指導者であるルーホッラー・ホメイニーによって設立されたイスラム革命防衛隊の陸軍部門である。設立された目的はイラン革命に不満を持つイラン軍の反乱を恐れたためである。
陸軍部門はイラン・イラク戦争でも投入されたことで知られている。

## 組織
陸軍部門は装甲部隊、歩兵部隊、航空部隊、諜報部隊などに分かれている。